# Antique Seeking Nuns
Antique Seeking Nuns (ASN) is een Britse muziekgroep ontstaan in 2002. De basis voor de band werd gevormd door twee jeugdvrienden Joff Winks en Matt Baber. De beide heren, die elkaar van school kennen, zeggen dat ze beïnvloed zijn door Frank Zappa, Flaming Lips, Hatfield and the North en Aphex Twin. Joff Winks is betrokken bij allerlei bandjes, vandaar dat ASN niet geheel van de grond komt. Hun eerste studioalbum verscheen op een ep in 2003; er zouden er nog twee volgen. Bij het derde album was de band eigenlijk al opgeheven. Winks en Baber gingen verder in Nunbient.

## Discografie
- 2003: Mild Profindities
- 2006: Double Egg with Chips and Beans (and a Tea)
- 2009: Careful! It's Tepid